# Mark Jerrum
Mark Richard Jerrum es un informático teórico británico.
Recibió su Ph.D. en ciencias de la computación en 1981 en la Universidad de Edimburgo bajo la supervisión de Leslie Valiant. Es profesor de matemáticas puras en Queen Mary, Universidad de Londres.
Con su alumno Alistair Sinclair, Jerrum investigó las combinaciones detrás de las cadenas de Markov para construir algoritmos de aproximación para problemas de enumeración, con aplicaciones en diversos campos tales como algoritmos de matching, algoritmos geométricos, programación matemática, estadísticas, aplicaciones inspiradas en la física, y sistemas dinámicos. Este trabajo ha sido muy influyente en el área más teórica de las ciencias de la computación, y fue reconocido con el Premio Gödel en 1996. Jerrum mejoró la eficiencia de estos algoritmos, lo que le significó junto con sus coautores el recibimiento del Premio Fulkerson en 2006.

## Publicaciones selectas
- Frieze, A., Jerrum, M., Molloy M., Robinson, R., & Wormald, N. (1996). Generating and counting Hamilton cycles in random regular graphs. Journal of Algorithms, 21, 176-198.